# Bahnhof Tribsees
Der Bahnhof Tribsees war eine von vier Bahnstationen der Kleinstadt Tribsees im Landkreis Vorpommern-Rügen in Mecklenburg-Vorpommern. Hier trafen seit 1895 die staatliche Nebenbahn Rostock–Tribsees und die Kleinbahn Velgast–Tribsees (Franzburger Südbahn) zusammen, 1896 kam die private Nebenbahn Greifswald–Grimmen–Tribsees hinzu und ab 1901 die ebenfalls private Nebenbahn Stralsund–Tribsees. Somit war Tribsees zum lokalen Eisenbahnknoten geworden.
Nach dem Zweiten Weltkrieg wurden alle nach Tribsees führenden Bahnstrecken bis auf die Strecke Velgast–Tribsees als Reparationsleistung abgebaut. Die bis dahin unbedeutende Strecke von Velgast blieb bis 1995 in Betrieb, allerdings war das Transportaufkommen nach den wirtschaftlichen Veränderungen durch die Wende 1989/90 zuletzt nahezu Null.

## Geschichte
Ab den 1880er Jahren gab es erste ernsthafte Pläne für einen Eisenbahnbau in der Region um Tribsees, ab 1894 beschäftigte man sich dann mit dem genauen Standort des Bahnhofs. Bereits vorher hatte die Stadt Tribsees beschlossen, das nötige Bauland kostenlos zur Verfügung zu stellen. Zunächst war nur ein Gemeinschaftsbahnhof östlich der Stadt zwischen der Kleinbahn Velgast–Tribsees und der Nebenbahn Greifswald–Grimmen–Tribsees geplant, auch wurde auf einen möglichen Streckenbau nach Stralsund Rücksicht genommen. Da aber auch der Streckenbau Rostock–Tribsees durch die staatliche Mecklenburgische Friedrich Franz-Eisenbahn schon beschlossen war, einigten sich alle Bahnverwaltungen schließlich auf einen gemeinsamen Bahnhof südlich der Stadt.
Der endgültige Plan wurde 1895 fertiggestellt und der Bahnhof schließlich am 16. November 1895 zusammen mit der Strecke Rostock–Tribsees als Staatsbahnhof eröffnet. Mit dem Abschluss eines gemeinsamen Betriebsvertrags am 1. Januar wurde auch die Strecke Velgast–Tribsees mit einem eigenen Kleinbahnhofsteil nördlich des Staatsbahnhofs eingebunden, zuvor war ihr Endpunkt der Bahnhof Tribsees Steintor östlich der Stadt. Am 26. November 1896 kam die Bahnstrecke von Grimmen hinzu, 1901 noch die Strecke von Stralsund, die beide den Staatsbahnhof mitbenutzten. Alle nichtstaatlichen Bahngesellschaften beteiligten sich zwar an der Betriebskosten des Bahnhofs, die Hauptlast der Kosten trug allerdings die Staatsbahn, was während der gesamten Betriebszeit für ständigen Ärger zwischen den Gesellschaften sorgte.

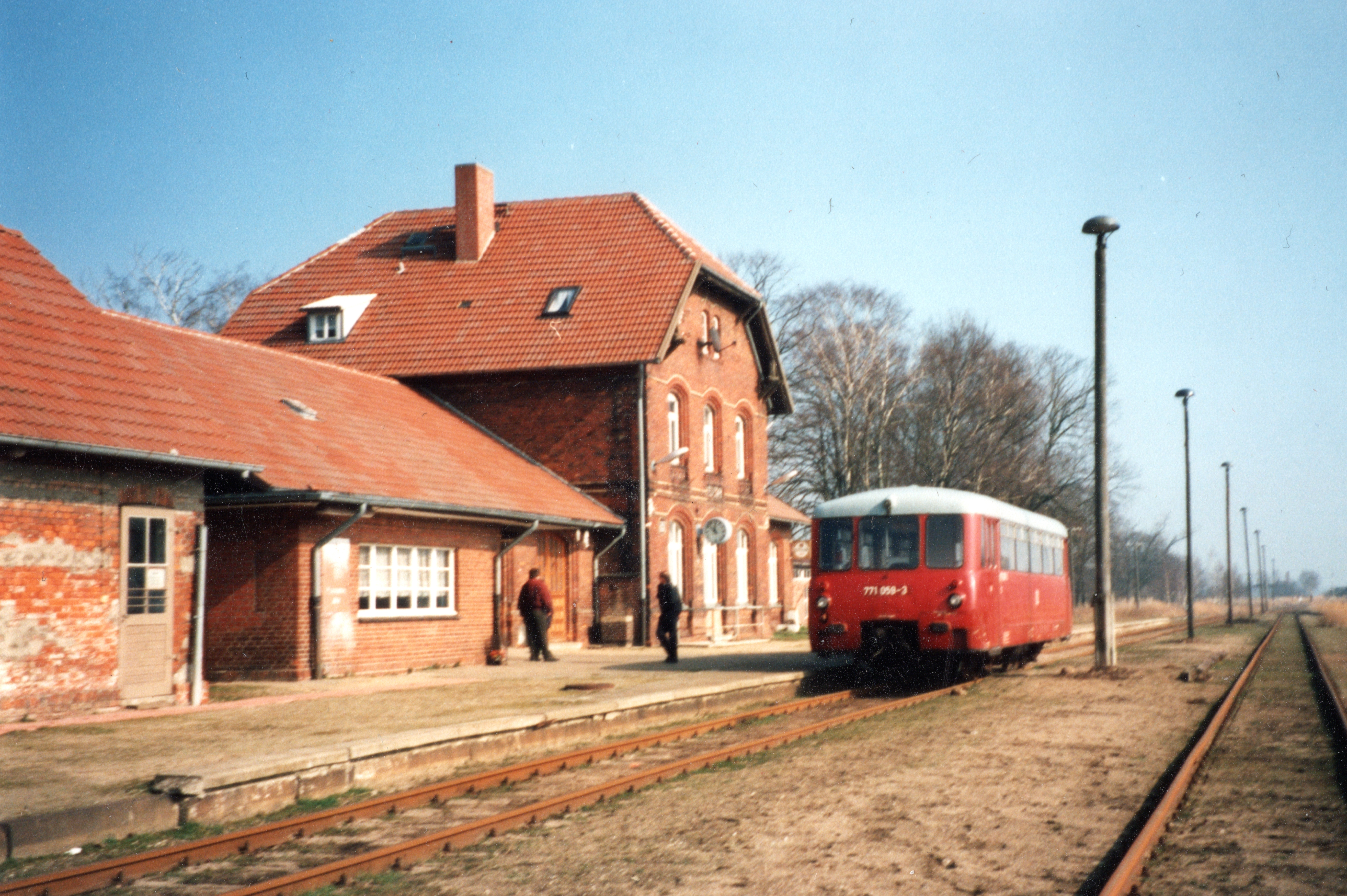
Schienenbus im Bahnhof im April 1995, einen Monat vor Einstellung des Verkehrs.

Nach dem Zweiten Weltkrieg wurden alle Bahnstrecken als Reparationsleistung abgebaut, lediglich die Bahnstrecke Velgast–Tribsees und das kurze Stücke Tribsees–Tribsees Ost der Bahnstrecke Stralsund–Tribsees blieben erhalten. Auch einige Bahnhofsgleise – hauptsächlich die Gleise der Kleinbahn von Velgast – wurden mit demontiert. Fortan besaß die Deutsche Reichsbahn einen Bahnhof ohne Anbindung an ihr restliches Schienennetz, die zwei Privatbahnen nutzten hauptsächlich die Anlagen des Betriebswerks und waren für den Rangierdienst zuständig. Die Franzburger Südbahn fuhr als einzige noch den Bahnhof an, besaß aber keine eigenen Gleisanlagen mehr. Erst mit der endgültigen Verstaatlichung der Privatbahnen 1949 konnten die komplizierten Verhältnisse auf dem Bahnhof gelöst werden.
Nach dem Zweiten Weltkrieg stieg das Verkehrsaufkommen langsam an. Die kleinen Industriebetriebe steigerten ihre Produktion, weiterhin wurden vor allem landwirtschaftliche Produkte verladen. Weiterhin entstanden in den 1970er Jahren ein Agrochemisches Zentrum sowie der Ingenieur-, Tief- und Verkehrsbaubetrieb (ITV) mit eigenem Gleisanschluss. Letzterer Betrieb war für den Ausbau der Straßen um Tribsees zuständig. Fortan wurden in Tribsees große Mengen an Baumaterialien umgeschlagen. Nach 1983 nutzte ein Kohlehandel den Anschluss der ITV. Letzte Veränderungen waren der Bau eines großen Portalkrans für einen Metallbaubetrieb, die Anlage wurde 1985 fertiggestellt, aber niemals genutzt. Nach 1989/90 brach das Transportaufkommen völlig zusammen. Am 1. Januar 1995 wurde Tribsees für den Güterverkehr geschlossen, Personenverkehr fand noch bis zum 27. Mai 1995 statt. Stillgelegt wurde die Strecke von Velgast im Juli 1996. Die Gleise wurden vollständig entfernt sowie die Lok- und Güterschuppen abgerissen. Das denkmalgeschützte Empfangsgebäude und ein Nebengebäude sind erhalten. Sie werden als Wohnraum genutzt.
Die angrenzende, befestigte Grünfläche wird seit Sommer 2019 als Camping-Stellplatz angeboten und bietet Reisenden eine Übernachtungsmöglichkeit.